# Martina Nová
Martina Nová je zpěvačka v žánru folk, country a trampské hudby.

## Hudební kariéra
Martina Nová od roku 1990 působila v trampské kapele Lístek, později ve skupině Kvokál. Od roku 2001 je členkou kapely Rošáda a od roku 2018 také skupiny Pacifik.